# Eugenia Maria Ravasco
Eugenia Maria Ravasco (Milán, 4 de enero de 1845 - Génova, 30 de diciembre de 1900), fue una filántropa y monja italiana, fundadora de la congregación de las Hijas de los Sagrados Corazones de Jesús y María. En 2003, al término de una causa de 55 años, la Iglesia Católica la proclamó beata tras haberle atribuido la curación de una niña boliviana.

## Hagiografía
La tercera de los cuatro hijos del banquero genovés Francesco Matteo Ravasco y de la noble Carolina Mozzoni Frosconi, huérfana a los tres años, fue confiada al cuidado de una tía materna. A los siete años se reencontró con su padre y dos de sus hermanos en Génova. Unos años más tarde, a la muerte de su padre, fue confiada junto con sus hermanos a la protección de su tío paterno Luigi.
El 31 de mayo de 1863 escuchó a Giacinto Bianchi que, invitado por el prior Giuseppe Frassinetti, celebró una meditación en la iglesia de Santa Sabina: quedó tan impresionado que decidió consagrarse, renunciando también a la boda. Intensifica su labor en las parroquias y hospitales de Génova y, a los veintidós años, en 1867 pasa a formar parte de las Damas de Santa Caterina di Portoria, dedicada a las visitas a los pacientes del Hospital Pammatone. El 6 de diciembre de 1868 fundó la Congregación de las Hijas de los Sagrados Corazones de Jesús y María con la ayuda del sacerdote Salvatore Magnasco. En 1870 compró el palacio de los marqueses de Gropallo, ubicado en la colina de Carignano, para montar un internado de niñas, una escuela primaria y la Congregación de Madres Cristianas así como la Obra de Doctrina Cristiana y ejercicios espirituales para damas y señoritas de la ciudad. Instituciones similares fueron patrocinadas por ella en Levanto y Colazza en la provincia de Novara, así como en otros lugares italianos.
En 1878 fundó la Scuola Magistrale Normale y en 1892 la Casa para jóvenes trabajadores.
Una calle lleva su nombre en 1937 en el puente de Carignano, en Génova, la ciudad donde vivió durante mucho tiempo. Una sección de Génova de la ANSPI lleva su nombre, así como un colegio en Venezuela.
Su biografía fue reseñada en el libro Le genovesi, mientras que en su memoria el relato teatral Eugenia Ravasco fue montado por el Teatro Jobel, El color de la educación.